# 남도 7대사
남도 7대사(南都七大寺)는 나라시에 위치한 역사적으로 강력하고 영향력있던 7개의 불교 사원을 가리키는 말이다. 남도(南都)라는 말은 일본의 수도가 교토의 헤이안쿄로 이전한 후에 남쪽의 옛 수도인 나라를 가리키는 말이었다.
- 다이안지(大安寺)
- 간고지(元興寺)
- 호류지(法隆寺)
- 고후쿠지(興福寺)
- 사이다이지(西大寺)
- 도다이지(東大寺)
- 야쿠시지(薬師寺)

그러나 호류지는 나라시가 아닌 이코마군 이카루가정에 위치하기 때문에 호류지 대신 도쇼다이지를 넣기도한다.

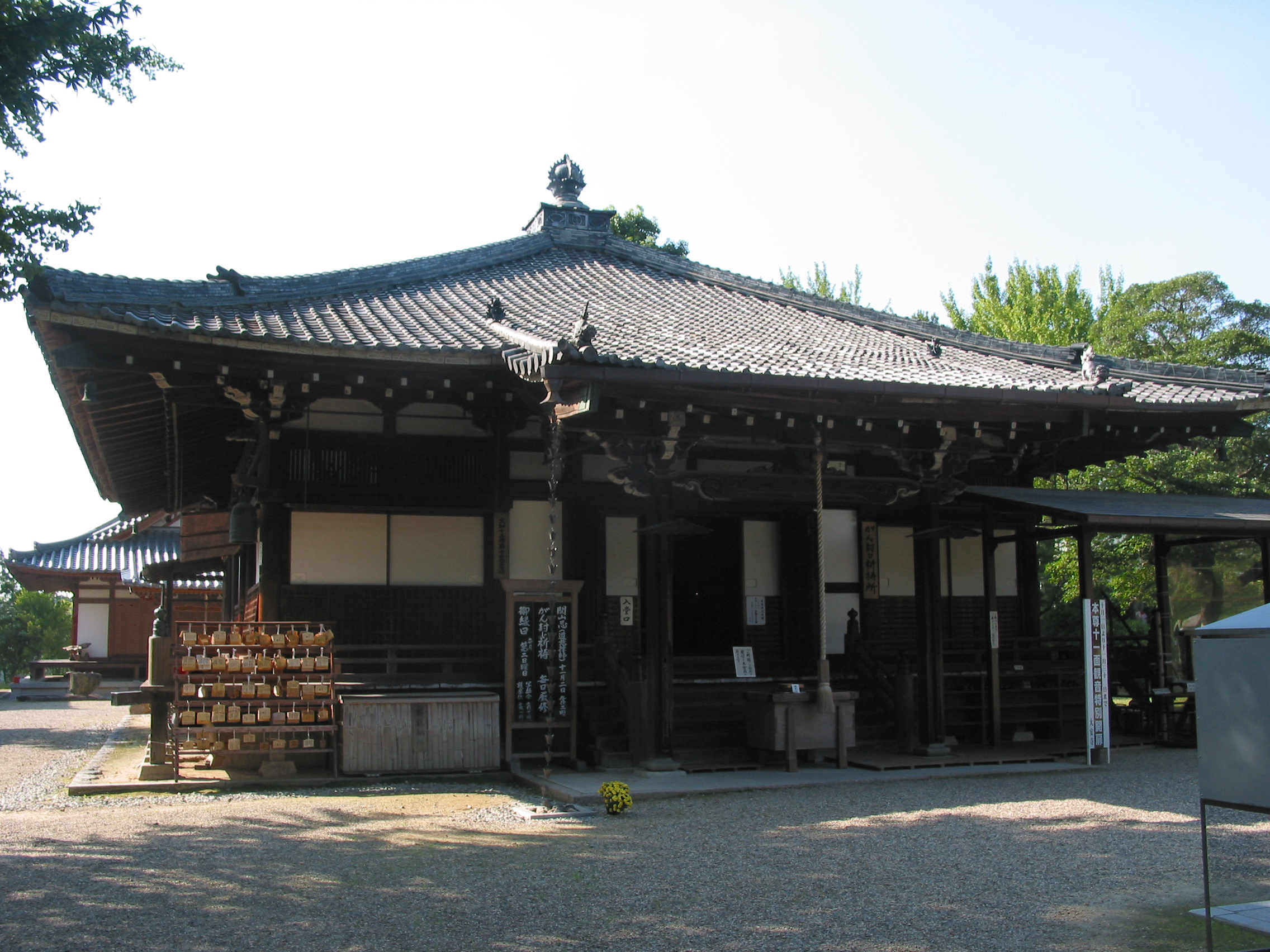
다이안지
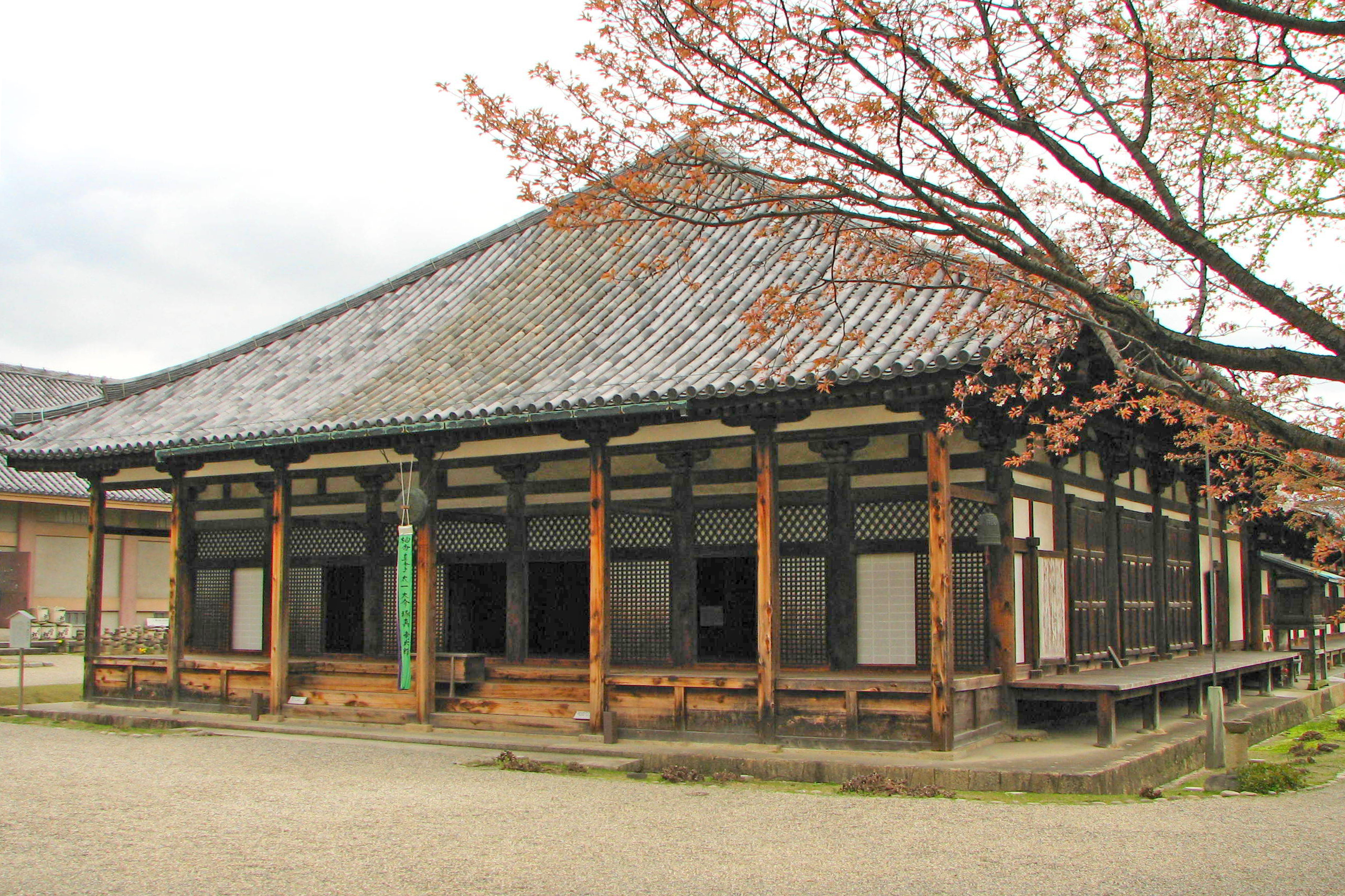
간고지
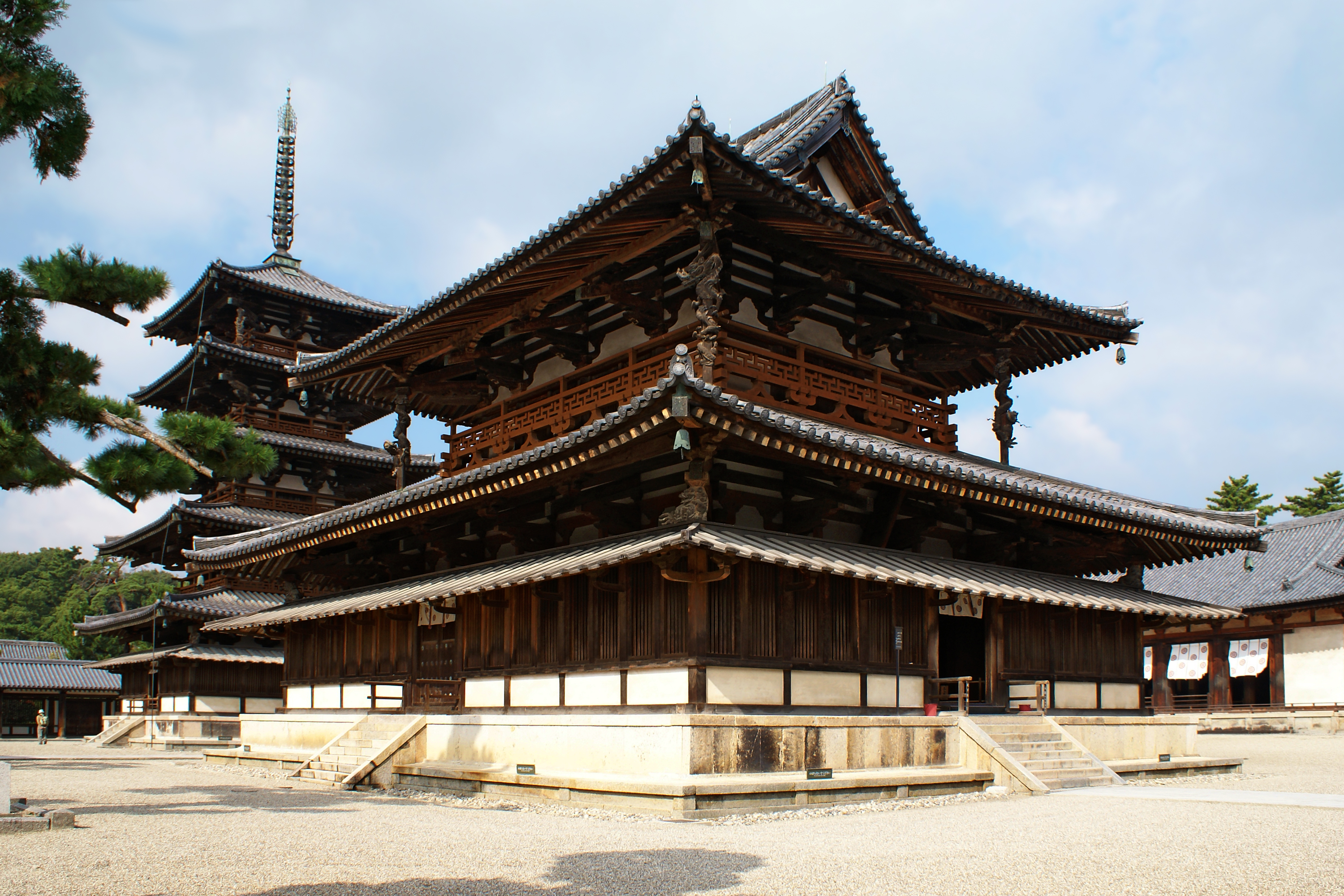
호류지
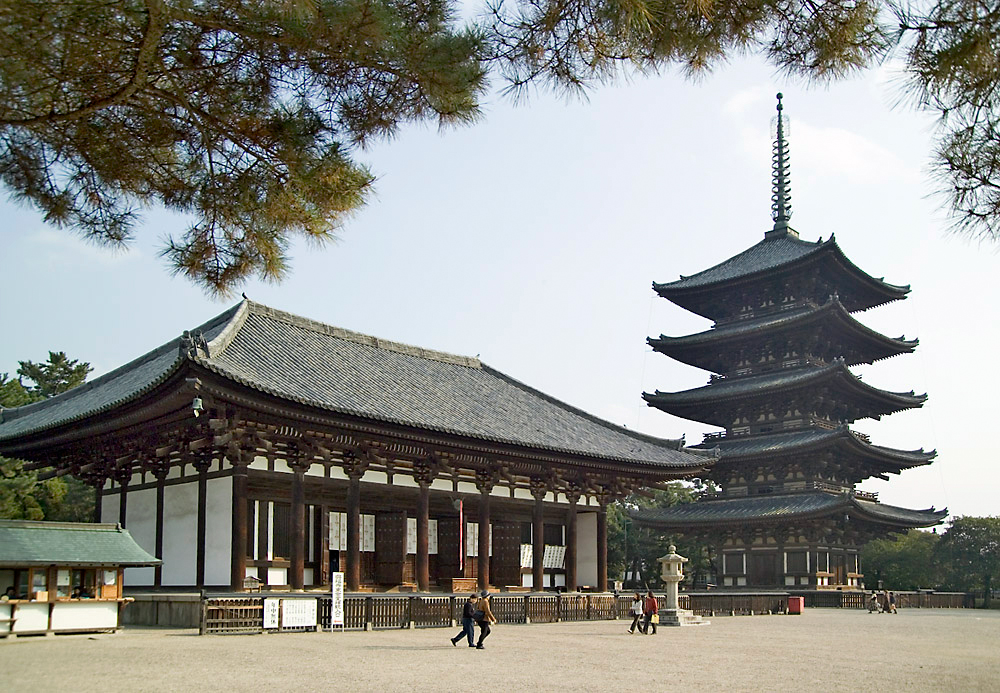
고후쿠지
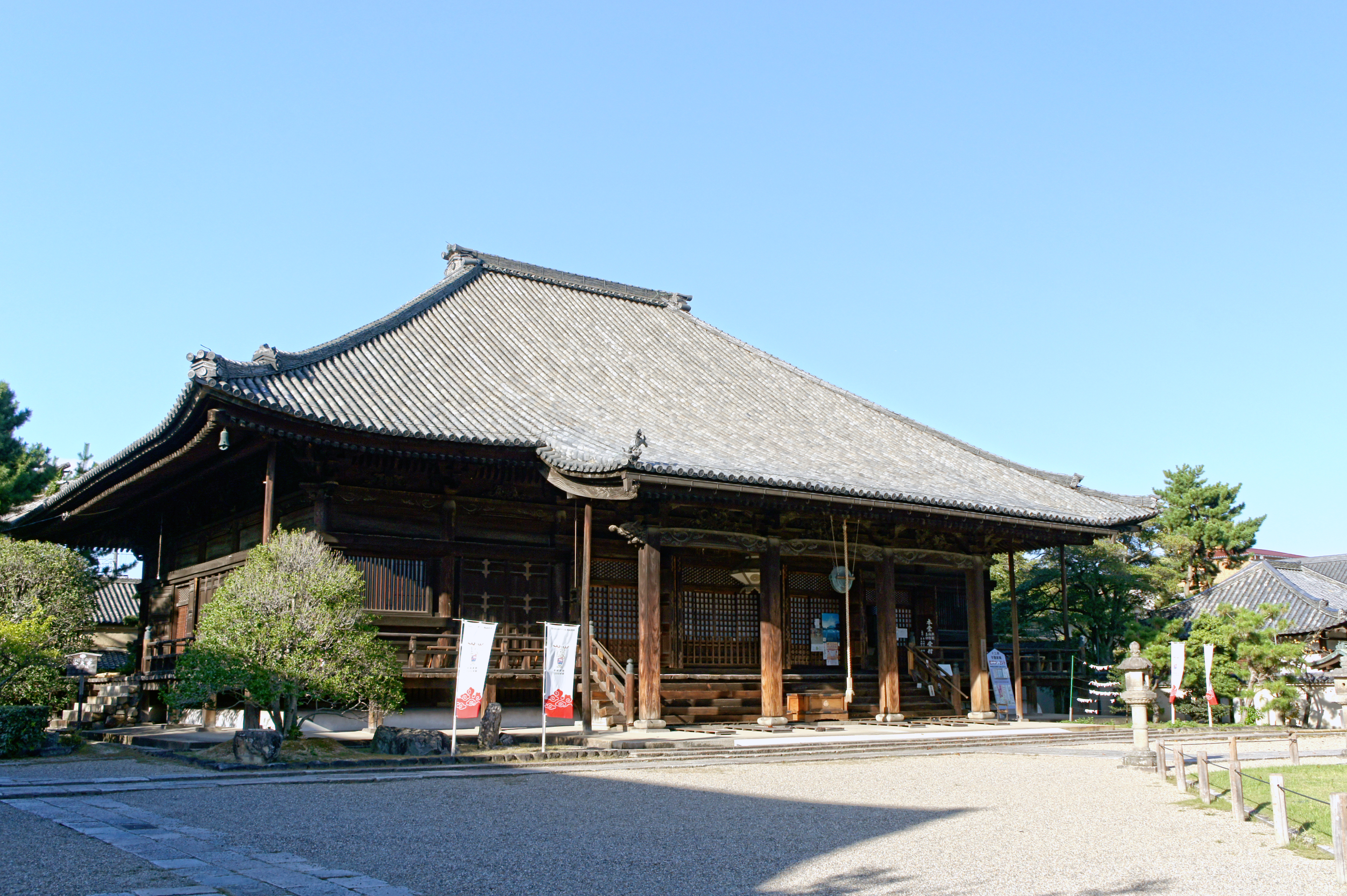
사이다이지
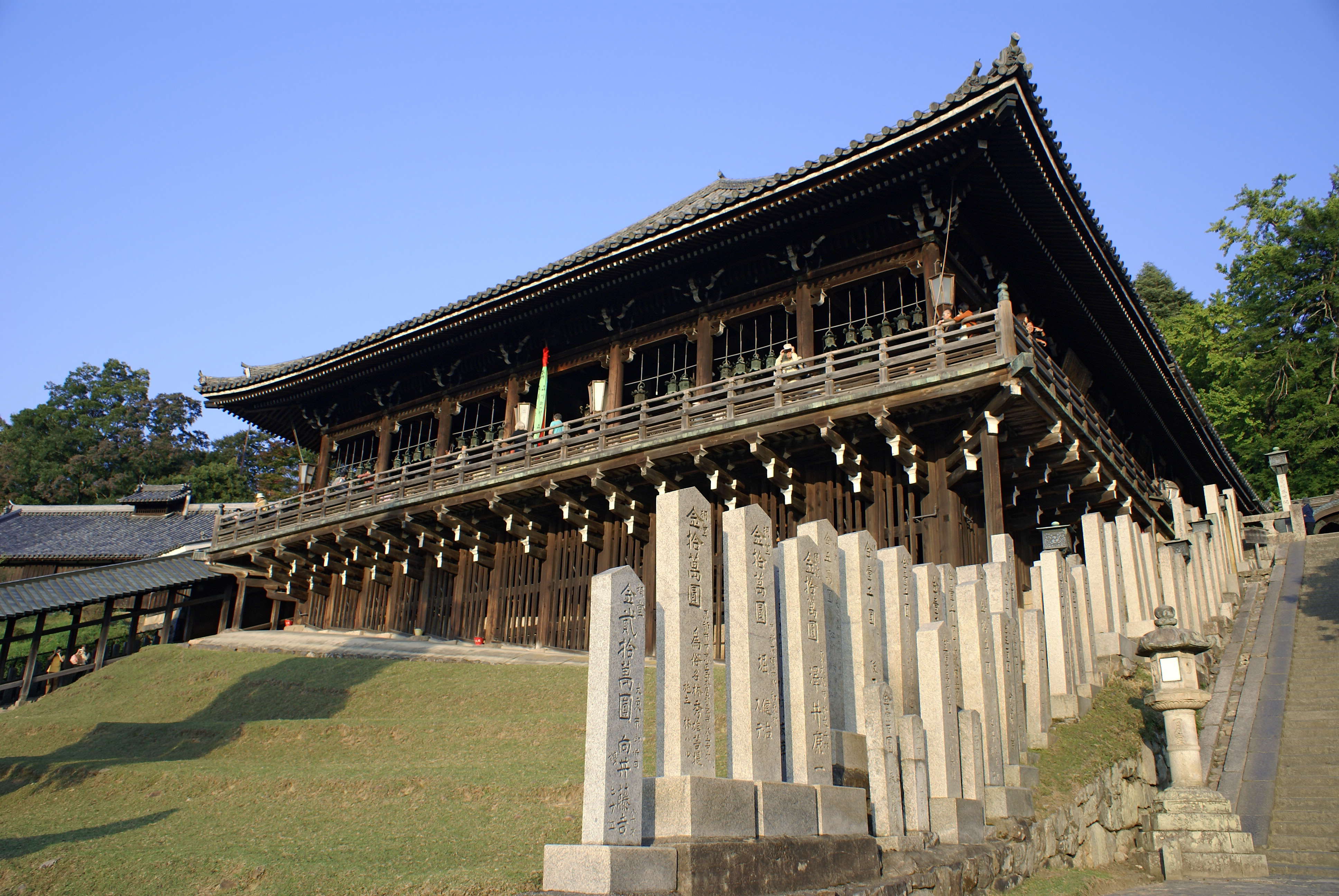
도다이지
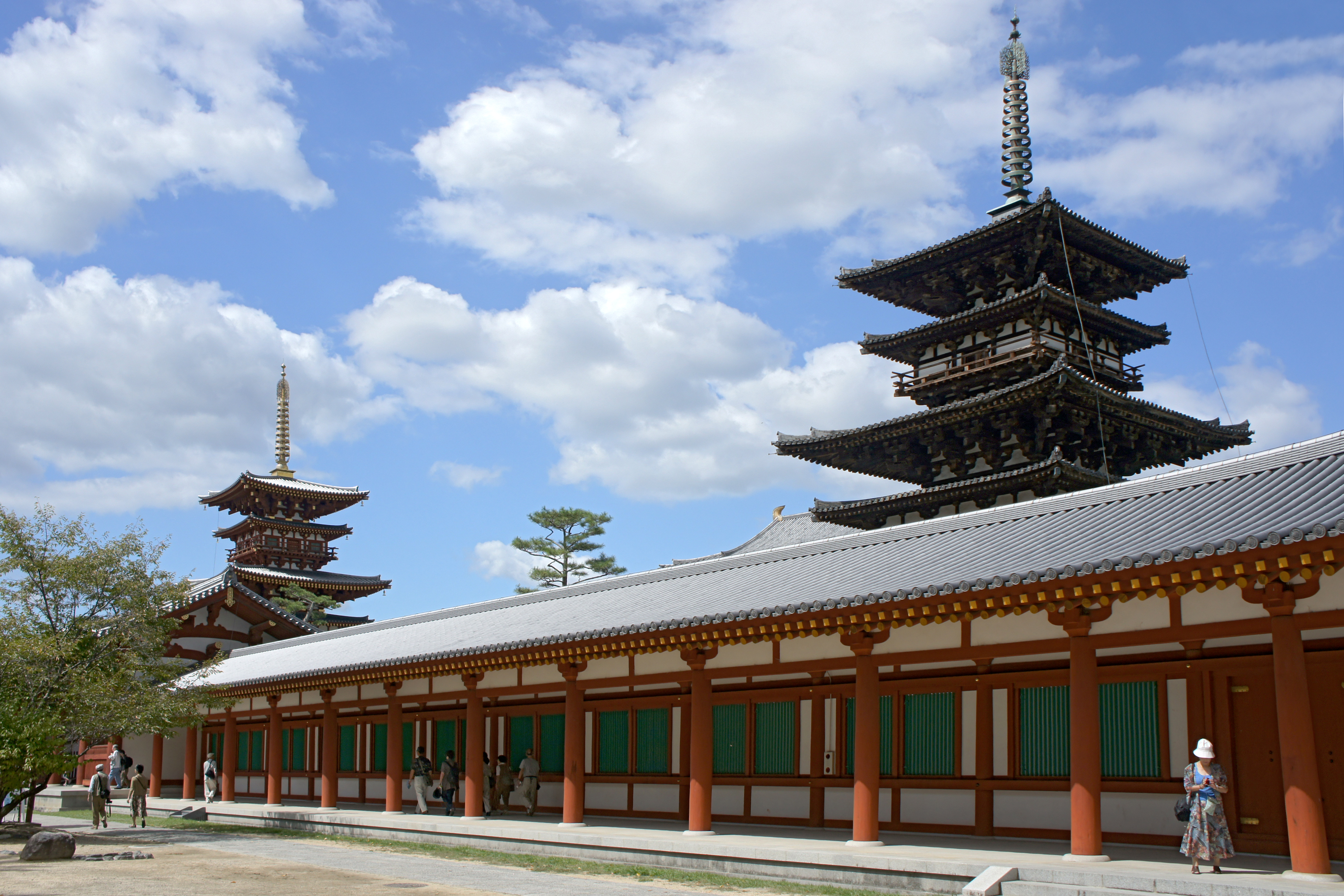
야쿠시지